# Bárány Ignác
Bárány Ignác (Pápa, 1833. július 6. – Csáktornya, 1882. július 7.) iskolaigazgató.

## Élete
Tanulmányait szülővárosában, Pesten, Budán, Szabadkán folytatta, de nem tudta befejezni, mert a szabadságharc alatt 1849-ben atyjával együtt a honvédek közé lépett. A fegyverletétel után a családot Makóra vetette a sors. Bárány Szabadkán folytatta tanulmányait; azonban ebben megakadályozta betegsége; később tanító lett és 1857-ben főelemi tanítóságra nyert képesítést, majd Pesten a képzőintézeti tanfolyamot végzett 1858. szeptember 7-én, s Szegedre kinevezték képzőintézeti tanárnak. 1861-ben Pestre helyezték át. 1869-ben a csurgói állami képző igazgatását bízták rá. 1879-ben a csáktornyai iskola élére állították.
Tanítványai között volt Pusztai József író-költő.

## Munkái
Kisebb dolgozatai a következő lapokban jelentek meg: Budapesti Viszhang (1855.), Katholikus Néplap (1856–57.), Tanodai Lapok (1856–65.), Szegedi Híradó (1859. 7. 12. sz.), Iskolai Kistükör (1864–65.), Iskolabarát (1866–68.).

### Önálló munkái
- Hálaszózat Markó Déneshez, volt tanárához. Szabadkán, 1850.
- Emléklap Kovács Vazulnak, volt tanárának nyújtva. Uo., 1851.
- Olvasás tanmódja. Pest, 1863. (2. kiadás 1865. 3. k. 1874. Uo.)
- Vezérkönyv az elemi nyelvoktatás kezeléséhez. Pest, 1865.
- Tanítók könyve. Uo. 1866. (2. kiadás 1871. 3. k. 1873. 4. k. Budapest, 1876. 5. k. 1880. 6. k. részben fia B. Gyula átdolg. 1887. Uo.)
- Nyelvgyakorlatok. 6 füzetben. Pest, 1866–69. (E kiadás kettős volt: a tanulók kezébe Nyelvgyakorlatok címmel; a tanítók kezébe: Kidolgozott nyelvgyakorlatok, mindegyik 3–3 füzet. 2. kiadás 1867. Ezentúl a kidolgozott füzetek elmaradtak. 3 kiadás 1869. Életében az első füzetből 9 kiadás, a II-ból 7, a III-ból 4 kiadás jelent meg. Halála után az I. füzet 10–12. kiad. sajtó alá rendezte B. Gyula 1885–87. II. füz. 8. k. 1885. Budapest.)
- Olvasó- és képzőkönyv. Pest, 1869. (2. és 3. kiadás: Olvasó- és nyelvképzőkönyv címmel. Budapest, 1875. 3. kiadás. 1880. Két kötet. 4. kiadás. B. Gyula átdolg. Uo. 1890.)
- Magyar Nyelvkönyv. Pest. 1868. (2. kiadás 3 füzetre osztva. Uo. 1870. Ért pedig életében 1882-ig az I. füzet 11 kiadást, a II. 9-et a III. 5 kiadást; halála után sajtó alá rendezte fia B. Gyula az I. füz. 12–17. kiad. 1882–89., a 2. füz. 10–13. kiadását 1883–89. a 3. füzet 6–8. kiad. 1883–85. Bpest.)
- Ábécés és olvasó könyv kath. népiskolák számára. Pest, 1869. (Ugyanez: Vezérkönyv a Szent István-társulat által kiadott Ábécés és olvasókönyv módszeres tanításához czímmel. Bpest, 1874. 9. kiadás. Uo. 1875. 35. kiadás. Uo. 1888. Német fordításban Fuchs Jánostól 16. kiadás. Uo. 1887.)
- Magyarország története elbeszélésekben. Pest, 1870. (Kétféle kiadás.)
- Első olvasókönyv. Bpest. 1870. (15. kiadás. Uo. 1888.)
- Második olvasókönyv. Uo. 1870. (22. k. Uo. 1888.)
- Harmadik olvasókönyv. Uo. 1871. (22. k. Uo. 1888.)
- Negyedik olvasókönyv. Uo. 1871. (13. k. Uo. 1889.)
- Vezérkönyv az ábéczés és olvasókönyvhöz. Uo. 1874.
- Ötödik olvasókönyv. Uo. 1879. (2. k. 1881. 3. k. 1883. 6. k. 1888. Uo. Az I–IV. Olvasókönyvet Fuchs, Dölle és Kraus fordították németre s megjelent a 6. kiadás Bpesten, 1887)

Szerkesztette az Iskolai Kistükör című katolikus tanulók újságát 1864. május 5-étől 1865 végéig és az Iskola Barát c. katolikus népnevelési közlönyt 1866. január 2-ától 1867. december 24-éig Budapesten; a Tanodai Lapoknak 1862. január 1-jétől 1865. június 30-áig segédszerkesztője volt.

## Álnevei és jegyei
Szélpuska (Budapesti Viszhang 1855.), Szivéri (Tanodai Lapok 1856–57.), -y, Egy tanító. Keserű Kálmusz és Egy képezdei tanár. (Uo. 1859. 1862–63.), -y-, B-r. (Iskolabarát, 1867)